# A Dog of Flanders
A Dog of Flanders (Un perro de Flandes en español) es una novela escrita en 1872 por la autora inglesa Marie Louise de la Rameé, publicada bajo el seudónimo Ouida. Cuenta la vida de Nello y su perro Patrasche, ambientada en Amberes.

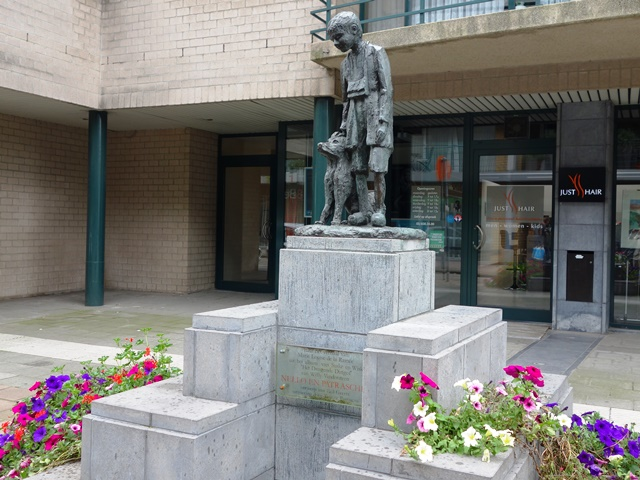
Estatua de Nello y Patrasche en Amberes, Bélgica

En Japón y Corea la obra ha sido considerada un clásico infantil durante décadas y adaptada al anime y a diversas películas. Por ello, en 1980, el gobierno belga construyó dos monumentos en honor a la obra para satisfacer a los turistas asiáticos. En el suburbio de Hoboken, en Amberes, se encuentra una pequeña estatua de Nello y Patrasche, y una placa conmemorativa enfrente de la catedral de Amberes donada por Toyota, que fue reemplazada más tarde por una estatua de mármol de los dos personajes cubierta de una manta de adoquines, creada por el artista Batist Vermeulen.

## Argumento
En el siglo XIX, en Bélgica, un muchacho llamado Nello se queda huérfano a los dos años cuando su madre muere en las Ardenas. Su abuelo, Jehann Daas, que vive en una aldea cerca de Amberes, se lo lleva consigo.
Un día, Nello y su abuelo encuentran un perro que ha sido golpeado hasta casi dejarle muerto y lo llaman Patrasche. Debido al buen cuidado de Jehann Daas, el perro se recupera, y desde entonces Nello y Patrasche se hacen inseparables. Debido a que son muy pobres, Nello tiene que ayudar a su abuelo en el reparto de la leche y Patrasche le ayuda a llevar el carro al pueblo cada mañana.
Nello se enamora de Aloise, la hija de Nicholas Cogez, un hombre acomodado de la villa, a quien no le gusta que su hija tenga por novio a un pobre. Aunque Nello es analfabeto, posee mucho talento para dibujar, así que entra en un concurso de dibujo en Amberes, esperando ganar el primer premio, que son 200 francos al año; sin embargo, el jurado elige a otra persona.
Después de estos acontecimientos, Nicholas lo acusa de causar un incendio en su propiedad, y su abuelo fallece. Su situación se vuelve cada vez más desesperada. Sin ningún lugar adonde ir, Nello quiere ir a la catedral de Amberes (para ver "La elevación de la Cruz" y "El descendimiento de Cristo", ambos cuadros de Rubens), pero la exhibición que tiene lugar en el edificio es exclusiva para los que pagan, y el no tiene dinero. En Nochebuena, de noche, él y su perro se dirigen allí y, por casualidad, la puerta está abierta. A la mañana siguiente, los dos son encontrados muertos por congelación enfrente del tríptico.

## Popularidad
La novela goza de un éxito notable en Reino Unido y en Estados Unidos, y es extremadamente popular en Corea del Sur, Japón y Filipinas, hasta el punto de ser considerada un clásico infantil. Inspiró muchas adaptaciones fílmicas y al anime, incluida la serie de 1975 El perro de Flandes, la cual consiguió una audiencia de 30 millones de espectadores en su primera emisión.

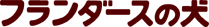
Logo del anime de 1975

En Bélgica la historia es más oscura. En 1987 fue traducido al neerlandés, debido a que el cuento fue adaptado a una historia de una serie de historietas, Suske en Wiske. Desde entonces muchos monumentos han sido erigidos para conmemorar la obra. En 2007, Didier Volckaert y An van Dienderen dirigieron un documental sobre la popularidad de la obra: Patrasche, A Dog of Flanders - Made in Japan. Analiza todas las películas disponibles sobre la historia y entrevistas a gente inglesa, americana y japonesa que se sintió atraída por la novela.

## Controversia sobre la localización
En 1985, un empleado de turismo de Amberes, Jan Corteel, quiso promover el éxito del libro. Afirmó que la aldea de la historia era Hoboken, aunque nunca se mencionó en la obra original. Se cree que Ouida visitó Amberes durante cuatro horas y dijo haber visto un pueblo cerca del canal, no muy lejos de un molino de viento. Esta vaga explicación fue usada para afirmar que la historia tuvo lugar en Hoboken, aunque hay gente que no está de acuerdo.